# Société Saint-Pierre
La Société Saint-Pierre a pour mission de promouvoir le développement linguistique et culturel des communautés acadiennes de Chéticamp, de Saint-Joseph-du-Moine et de Margaree.
La Société Saint-Pierre donne beaucoup d’importance à la protection de l’histoire des ancêtres de Chéticamp, comme en témoigne le Musée des tapis hookés mettant en vedette la Galerie Elizabeth LeFort et la Collection Marguerite Gallant, et le Centre de généalogie Père Charles Aucoin.

## Histoire
La Société Saint-Pierre a été fondée en 1947 pour les Acadiens de la région de Chéticamp afin de préserver et promouvoir la culture et la langue acadienne. Elle travaille au développement touristique, communautaire et économique de la région. Ayant été fondée sur la devise Dieu, Langue, Patrie, la Société Saint-Pierre met en avant son intérêt pour ses valeurs linguistiques et patriotiques.
Pendant les vingt premières années, la Société Saint-Pierre recueillait des financements pour les jeunes étudiants. Des concours littéraires furent organisés dans les écoles. La société a aussi contribué à la mise sur pied de la Coopérative des pêcheurs.
Vers 1968, la Société Saint-Pierre cessa ses activités et demeura inerte jusqu’en 1974.
C'est en 1976 que la Société Saint-Pierre entama les pourparlers avec DEVCO (Société de développement du Cap-Breton) en vue de réaliser le projet du Centre culturel des Trois Pignons dans le but de faire renaître la culture acadienne. Construit dans le style architectural du règne de Louis XIV, le centre culturel ouvrira officiellement ses portes en 1978.
Les locaux comprennent un office du tourisme, un centre d’archive, une station de radio communautaire, un centre généalogique, un site P@C de Chéticamp, un bureau de développement des carrières et un bureau de Service Canada.

## Réalisation
La Société Saint-Pierre a accueilli le Congrès Mondial Acadien en 2004. La Société Saint-Pierre organise chaque année le Festival de l'Escaouette, le festival acadien de Chéticamp.
Un numéro spécial du bulletin d'histoire et de généalogie a été publié à l'occasion du 60e anniversaire de la Société Saint-Pierre.